# Hospital Militar de Belém

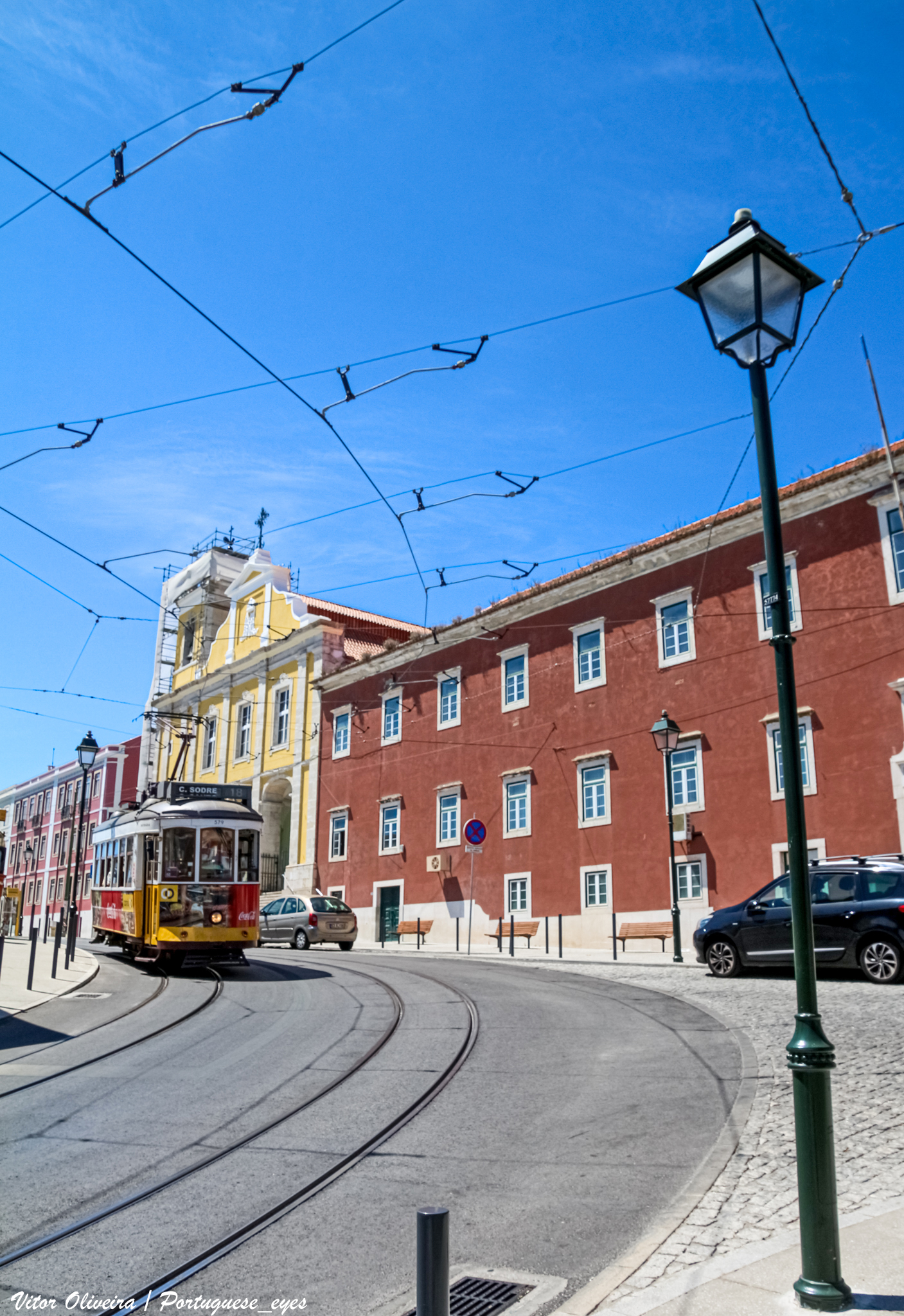

O Hospital Militar de Belém (HMB) foi um estabelecimento de assistência hospitalar do Exército Português, situado na freguesia da Ajuda (zona de Belém), na cidade de Lisboa. No HMB, funcionou o Centro Militar de Medicina Preventiva (CMMP). O hospital está especialmente vocacionado para o tratamento de doenças infecto-contagiosas.

## História
O HMB foi criado em 1890, funcionando desde então no edifício do antigo Convento da Boa Hora que havia sido construído pelos frades Agostinhos Descalços no século XVIII. No século XX, o hospital especializou-se em doenças infecto-contagiosas, sendo transformado no Hospital Militar de Doenças Infecto-Contagiosas (HMDIC). Foi construido um moderno edificio Hospitalar de 6 pisos com enfermarias modelo e quartos individuais ,foi instalada o primeiro equipamento de Função Respiratoria e passou a ter todas as tecnicas pnumologicas.
Essa ala hospitalar,acabou a construção em 1972 e passou a ser na realidadade um novo hospital e foi construido com dinheiro proveniente dos descontos que os militares dos Ramos obrigatoriamente faziam para a Assistencia dos Tuberculosos das Forças Armadas o  Na década de 1990, o HMDIC deixou de ser autónomo, passando a estar sob a dependência do Hospital Militar Principal, com a designação de "Hospital Militar de Belém".
Foi desativado em 2012,